# Coelichneumon nudus
Coelichneumon nudus är en stekelart som beskrevs av Heinrich 1961. Coelichneumon nudus ingår i släktet Coelichneumon och familjen brokparasitsteklar. Inga underarter finns listade i Catalogue of Life.